# Tanya Romanenko
Tanya Romanenko, née le 3 octobre 1990 à Odessa, est une ancienne footballeuse internationale ukrainienne, qui évoluait au poste de défenseure à l'AS Saint-Étienne.

## Biographie

### Parcours en club
Tanya Romanenko rejoint la France en cours de saison 2016-2017 en signant au Stade de Reims, évoluant alors en deuxième division. Elle participe à la montée du club en D1 à l'issue de la saison 2018-2019. Durant le mercato estival 2022, elle signe à l'AS Saint-Étienne. Le 26 juillet 2023, elle met officiellement un terme à sa carrière professionnelle, comme cela était pressenti depuis quelque temps.  

### Parcours en sélection
Tanya Romanenko est appelée régulièrement en équipe nationale d'Ukraine depuis la fin des années 2000, elle fait notamment partie de la sélection ayant participé à l'Euro 2009.

## Statistiques
| Saison                | Club                  | Championnat           | Championnat | Championnat | Coupe(s) nationale(s) | Coupe(s) nationale(s) | Total | Total |
| Saison                | Club                  | Division              | M.          | B.          | M.                    | B.                    | M.    | B.    |
| 2016-2017             | Stade de Reims        | Division 2            | 7           | 3           | 0                     | 0                     | 7     | 3     |
| 2017-2018             | Stade de Reims        | Division 2            | 16          | 9           | 3                     | 3                     | 19    | 12    |
| 2018-2019             | Stade de Reims        | Division 2            | 20          | 9           | 1                     | 0                     | 21    | 9     |
| 2019-2020             | Stade de Reims        | Division 1            | 15          | 3           | 3                     | 0                     | 18    | 3     |
| 2020-2021             | Stade de Reims        | Division 1            | 17          | 0           | 1                     | 0                     | 18    | 0     |
| 2021-2022             | Stade de Reims        | Division 1            | 17          | 2           | 2                     | 0                     | 19    | 2     |
| 2022-2023             | AS Saint-Étienne      | Division 2            | 19          | 1           | 2                     | 0                     | 21    | 1     |
| Total sur la carrière | Total sur la carrière | Total sur la carrière | 111         | 27          | 12                    | 3                     | 123   | 30    |

## Palmarès

### En club
Stade de Reims
- Championne de France de deuxième division en 2019

 AS Saint-Étienne
- Championne de France de deuxième division en 2023